# ماریا پاودلر
ماریا پاودلر (آلمانی: Maria Paudler; ۲۰ ژوئن ۱۹۰۳ – ۱۷ اوت ۱۹۹۰) هنرپیشه اهل آلمان بود.
وی همچنین برندهٔ جوایزی همچون جایزه فیلم آلمان شده‌است.
از فیلم‌های او می‌توان به اورینت اکسپرس (فیلم ۱۹۲۷) اشاره کرد.